# Faggeto Lario
Faggeto Lario (lombardul: Faggee) település Olaszországban, Lombardia régióban, Como megyében. Lakosainak száma 1139 fő (2023. január 1.). Faggeto Lario Albese con Cassano, Blevio, Carate Urio, Caslino d’Erba, Erba, Nesso, Pognana Lario, Torno, Albavilla, Caglio, Tavernerio és Laglio községekkel határos.

## Népesség
A település lakossága az elmúlt években az alábbi módon változott:
| Lakosok száma | 1222 | 1213 | 1139 |
|               | 2017 | 2018 | 2023 |